# Kerchak
Kerchak, anciennement Zolal, est né le 19 février 2004 à Soisy-sous-Montmorency, est un rappeur français d'origine ivoirienne. Kerchak est originaire de Bois-Colombes dans le département des Hauts-de-Seine.

## Biographie

### Jeunesse
Il naît le à Soisy-sous-Montmorency et grandit à Bois-Colombes, dans une famille d'origine ivoirienne. À l'âge de 12 ans, il est scolarisé en internat et commence à écrire ses premiers textes.

### Carrière

#### Débuts (2017 - 2021)
Avec son cousin Drikce, il forme le duo Erkos Squaad en 2017,, puis commence à rapper en solo sous le nom de Zolal. Ce nom de scène, qui n'est autre que le verlan de "la lose", provient de son frère en raison de son faible niveau à Fifa. 
Zolal sort notamment une série de freestyles clipés intitulée Gorille, avec laquelle il a plusieurs dizaines de milliers de vues sur YouTube. Cela  lui permet d'être considéré par le site spécialisé rapunchline.fr comme l'un des artistes à suivre en 2020,.
Ce surnom le suit jusqu'en 2021. Cette année-là, Zola, un autre rappeur, explose véritablement. Pour se démarquer, Zolal opte pour Kerchak, du nom du chef du clan des gorilles de Tarzan : « un personnage menaçant, grand et puissant ». L'univers de Tarzan est central à l'imagerie de Kerchak depuis l'époque Zolal.

#### Révélation etConfiance(2022)
En février 2022, Kerchak publie le single Sabor, qui est son premier grand succès, avec presque 2 millions de vues sur YouTube en juin 2022 (plus du double un an plus tard), et plusieurs vidéos sur TikTok. Le réseau social vivant au rythme des musiques accélérées, la Jersey de Kerchak s'y fait une place. Il signe sur le label Blue Sky au mois d'avril.
Pendant l'été, Kerchak enchaine quelques singles, dont Peur en collaboration avec Ziak, certifié single d'or en 3 mois. Il dévoile ensuite la mixtape Confiance, réalisée en 3 mois à côté de ses études. En 3 jours, 3 755 exemplaires de son premier projet sont vendus, dont les deux tiers en physique. En première semaine, il dépasse finalement les 6 000 ventes et le projet atteindra le disque d’or sur la durée.
Kerchak est productif en 2023, avec plusieurs singles et apparitions à succès[source secondaire nécessaire], comme sur le morceau No Lèche de Gazo avec Leto et Favé et sur7/7 de PLK, mais aussi son Colors Show Roule un autre.

Janvier 2024, il dévoile Saison 2, son deuxième projet avec des feats tels que Gambi, Ziak ou encore Dinos. Il réalise un score similaire à son projet précédent en première semaine et il finit disque d’or en un peu plus d’1 an.

#### En attendant Saison 2etSaison 2(2023-2024)
Sans aucune annonce, Kerchak fait son retour le 24 novembre 2023 avec un EP de trois titres intitulé En attendant Saison 2. Cette information laisse penser qu'un projet nommé Saison 2 arrivera. Les morceaux reprennent le nom de villes : Albufeira, Marrakech et Kamala,.
T'aimerais en collaboration avec Ziak en est le premier extrait, dévoilé le 15 décembre. Si Ziak reste dans son domaine, Kerchak s'essaie à quelque chose de nouveau, très loin de la Jersey, sur un sample de Je te promets de Zaho.
La mixtape Saison 2 est certifié Or le 24 mars 2025.

## Style
Kerchak s'inscrit dans le registre de la Jersey Drill, née dans les années 2000 dans le New Jersey, aux États-Unis, et dont le porte-drapeau est Bandmanrill. On identifie le genre à quatre ingrédients principaux : « un bpm rapide aux alentours de 140, des kicks joués en triolet, soit trois notes de courte durée par temps, une basse bien marquée qui tape fort, et enfin des samples habilement découpés de rap, R&B ou d'électro », selon une définition de la radio Mouv', qui considère Kerchak comme l'un des principaux représentants du genre en France.
Kerchak explique : « Je rappe sur des sons à 160 à 170 bpm, sinon je m’ennuie. Il faut que ça aille vite dans les oreilles. Une minute trente, allez je remets. C’est fait un peu exprès pour que les gens réécoutent. ». Si les morceaux américains sont festifs et diffusés dans les boîtes de nuit, les textes francophones sont généralement sombres, avec une inspiration dans la UK drill,. Il utilise l'argot de la rue, mais également une variante du javanais, en ajoutant des gue au milieu des mots ("la zone" devient "la zoguene").
Mais son chemin n'était pas direct jusqu'à la Jersey. « En 2016, je rappais sur ce qui se faisait cette année-là, de la Trap, comme Niska quand il a commencé. Après, début 2019, j'ai continué à suivre la mode et je me suis mis à la drill avant de réussir à trouver un genre pour me démarquer ». Ce genre, il l'a découvert sur YouTube, avec des prods qu'il n'avait plus besoin d'accélérer lui-même en studio, comme il le faisait jusque-là. Au début, il craint le regard des autres sur ce style novateur. Lorsqu'il publie son premier morceau, sur Twitter, Kerchak vérouille son téléphone et va dormir, pensant à un mauvais accueil et préparant ses larmes. Tout le contraire se passe.

## Influences
Kerchak est influencé par Kaaris, notamment son album Or noir, qu'il découvre à seulement neuf ans,. Durant sa jeunesse, il écoute également Kalash Criminel et Bosh.

## Discographie

### Singles
| Année | Titre                                           | Meilleure position | Meilleure position | Meilleure position | Certifications            | Album     |
| Année | Titre                                           | FRA                | WAL                | SUI                | Certifications            | Album     |
| ----- | ----------------------------------------------- | ------------------ | ------------------ | ------------------ | ------------------------- | --------- |
| 2019  | Gorille I                                       | —                  | —                  | —                  |                           | —         |
| 2019  | Gorille II                                      | —                  | —                  | —                  |                           | —         |
| 2020  | Gorille III                                     | —                  | —                  | —                  |                           | —         |
| 2020  | Gorille IV                                      | —                  | —                  | —                  |                           | —         |
| 2021  | 9b                                              | —                  | —                  | —                  |                           | —         |
| 2021  | Demande à Biggy                                 | —                  | —                  | —                  |                           | —         |
| 2021  | Roi des gorilles                                | —                  | —                  | —                  |                           | —         |
| 2021  | Kala                                            | —                  | —                  | —                  |                           | —         |
| 2021  | 9b #2                                           | —                  | —                  | —                  |                           | —         |
| 2022  | NH                                              | —                  | —                  | —                  |                           | —         |
| 2022  | NH #2                                           | —                  | —                  | —                  |                           | —         |
| 2022  | Sabor                                           | —                  | —                  | —                  |                           | —         |
| 2022  | Tantor                                          | —                  | —                  | —                  |                           | —         |
| 2022  | Jane                                            | —                  | —                  | —                  |                           | —         |
| 2022  | Tarzan                                          | 193                | —                  | —                  | - France (SNEP) : Or      | Confiance |
| 2022  | Obsessed with me                                | —                  | —                  | —                  |                           | —         |
| 2022  | Kerchak                                         | —                  | —                  | —                  |                           | —         |
| 2022  | Blue                                            | —                  | —                  | —                  | - France (SNEP) : Or      | —         |
| 2022  | Beuh R                                          | —                  | —                  | —                  |                           | —         |
| 2022  | Calme toi                                       | 129                | —                  | —                  | - France (SNEP) : Platine | —         |
| 2022  | HB Freestyle (Season 4) (avec Hardest Bars)     |                    |                    |                    |                           | —         |
| 2022  | GTA #29                                         | —                  | —                  | —                  |                           | —         |
| 2022  | Knife (sur la mixtape Game Over 3 - Terminal 1) |                    |                    |                    |                           |           |
| 2022  | Peur (avec Ziak)                                | 4                  | 49                 | 86                 | - France (SNEP) Diamant   | Confiance |
| 2022  | Next Up France - S1-E3 (avec Mixtape Madness)   | —                  | —                  | —                  |                           |           |
| 2022  | Métal                                           | —                  | —                  | —                  |                           | —         |
| 2022  | Génération Miracle (avec Favé)                  | 97                 | —                  | —                  |                           | Confiance |
| 2022  | Percer (avec Bandmanrill)                       | —                  | —                  | —                  |                           | Confiance |
| 2023  | JFLM JMR                                        | 102                | —                  | —                  |                           | —         |
| 2023  | Salement (avec Alonzo)                          | 94                 | —                  | —                  |                           | —         |
| 2023  | Femmes                                          | —                  | —                  | —                  |                           |           |
| 2023  | T'aimerais (avec Ziak)                          | 26                 | —                  | —                  | - France (SNEP) : Or      | Saison 2  |
| 2023  | Roule un autre – A COLORS SHOW                  | 21                 | —                  | —                  |                           | Saison 2  |

### Apparitions
- 2021:
  - Kabbsky avec Kerchak & Bûu - Prodige

- 2022:
  - Carbozo - Shooter (sur l'album Carbozzo Crossover 1)
  - Shaz, Alex Grox & Kerchak - McFlurry II 808Club

- 2023:
  - Kodes  - Satisfait (sur l'album No Cap, Vol.1)
  - Gazo avec Favé, Kerchak & Leto - No Lèche -  France (SNEP) :  Platine[20]
  - Raplume -  9 (sur l'album Le soleil se lèvera à l'Ouest du média Raplume)
  - Ghost Killer Track - Eclipse (sur l'album caritatif Que de l'amour)
  - Malty 2BZ - TN (sur l'album Enfant de malheur)
  - Mister V - Match
  - SLK - Vie de bandit (sur l'album La Centrale)
  - Kaaris - Double K
  - Beendo Z - Nouvelle ère
  - PLK - 7/7 (sur l'EP 2069')  Or[20]
  - Ibepds - Chez Moi
  - Du Nord au Sud, Kerchak & RK - Glock 17 (sur la mixtape Du Nord au Sud)
  - Tito - Jersey
  - Mougli - Minaj
  - Keuchei avec Mig & Kerchak - Zlatan (sur la mixtape C'est le Gang)
  - Kerchak avec Larry & LevelSantana (sur la mixtape Game Over 3 - Terminal 1)

- 2024:
  - Zola, ISK, Pit Baccardi, Cokein, Sofiane, Ashe 22, Uzi, RK, Alkpote, Nahir, Seth Gueko, Demi Portion, Soso Maness, Decimo, Zed, Akhenaton, Kerchak, Mac Tyer, Kore, Relo & Costa - NO PASARÁN (single en collaborations pour la Fondation Abbé Pierre)

## Nominations
Il est nommé dans la catégorie Révélation de l'année lors de la première édition de la cérémonie des Flammes.